# Municipalità locale di Umsobomvu
Umsobomvu è una municipalità locale (in inglese Umsobomvu Local Municipality) appartenente alla municipalità distrettuale di Pixley ka Seme della Provincia del Capo Settentrionale in Sudafrica. 
In base al censimento del 2001 la sua popolazione è di 23.634 abitanti.
La sede amministrativa e legislativa è la città di Colesberg e il suo territorio si estende su una superficie di 6.818 km² ed è suddiviso in 5 circoscrizioni elettorali (wards). Il suo codice di distretto è NC072.

## Geografia fisica

### Confini
La municipalità locale di Umsobomvu confina a nord con quella di Letsemeng (Xhariep/Free State), a est con quelle di Kopanong (Xhariep/Free State) e Gariep (Ukhahlamba/Provincia del Capo Orientale), a sud con quelle di Inxuba Yethemba (Chris Hani/Provincia del Capo Orientale) e Ubuntu e a ovest con quelle di Emthanjeni e Renosterberg.

### Città e comuni
- Colesberg
- Kuyasa
- Kwazamwxolo
- Norvalspont
- Noupoort
- Umsombomvu

### Fiumi
- Elands
- Elandsfonteinspruit
- Klein Seekoei
- Noupoortspruit
- Oorlogspoort
- Orange
- Seekoei

### Dighe
- Alartsfontein Dam
- P.K. Le Roux Dam